# Alberto Pérez Zabala
Alberto Pérez Zabala (Bilbao, Vizcaya, España, 6 de abril de 1925-Madrid, España, 7 de agosto de 2014) fue un futbolista español que jugaba de portero.

## Trayectoria
Debutó como futbolista con el Bilbao Athletic, el equipo filial del Athletic Club, y también pasó por el Arenas Club hasta que, en 1948, fichó por el Club Atlético de Madrid, con el que jugó dos temporadas y ganó la Liga en su edición 1949-50. En 1951 fichó por el Real Gijón, que venía de ascender a la máxima categoría, aunque no llegó a disponer de muchas oportunidades para jugar ya que coincidió en el equipo con Manuel Álvarez Sion. Abandonó el Sporting en 1953 y acabó su carrera futbolística en la S. D. Llodio.

## Clubes
| Club                    | País   | Año       |
| ----------------------- | ------ | --------- |
| Bilbao Athletic         | España | ¿?        |
| Arenas Club             | España | 1943-1948 |
| Club Atlético de Madrid | España | 1948-1951 |
| Real Gijón              | España | 1951-1953 |
| S. D. Llodio            | España | 1953-¿?   |

## Palmarés

### Campeonatos nacionales
| Título        | Club                    | País   | Año  |
| ------------- | ----------------------- | ------ | ---- |
| Liga española | Club Atlético de Madrid | España | 1950 |